# DR Soft
DR Soft er (indtil 6. juni 2011) en dansk netradiokanal som uafbrudt spiller blød popmusik uden afbrydelser af f.eks. Radioavisen eller studieværter.

## Lukninger af DR Soft
DR Soft har været lukket flere gange, senest d. 22. december 2006 hvor den både stoppede som DAB- og netradiokanal selvom den ifølge Gallup var DR's mest aflyttede DAB-kanal. Det var bl.a. fordi der på DAB-nettet skulle gøres plads til TV 2 Radio som begynder 1. februar 2007. Pga. lytteropfordringer startede DR efter årsskiftet igen kanalen som netradio.
Ved årsskiftet 2005/2006 blev kanalen også lukket, men da det affødte massive lytterprotester på bl.a. DR's DAB-internetforum, blev den kort efter genoplivet.
Det har været diskuteret om lukningen af kanalen var en politisk beslutning fordi dens musik lå tæt op ad flere kommercielle radiokanalers.
Samtidig med lukningen startede Radio 100FM en DAB-kanal med det beslægtede navn Radio 100 Soft.
6. juni 2011 lukker DR Soft sammen med DR's anden DAB-kanal, DR Hit, for at gøre plads til DR's nye digitale kanal, P7 MIX. Denne kanal kommer til at være en blanding af de to kanalers musikprofiler og vil spille "formidlet hverdagsmusik og populærkultur."

## Ekstern henvisning
Lyt til DR's radiokanaler via nettet